# 威廉·薩克斯比
威廉·巴特·萨克斯比（William Bart Saxbe，/ˈsæks.biː/，1916年6月24日—2010年8月24日）是美國的共和党籍政治家，曾担任俄亥俄州的聯邦参议员，亦曾擔任尼克森总统和福特任內的美國司法部長，也曾担任過美国驻印度大使。
萨克斯本逝世時是有史以來最年老的共和黨籍參議員，也是有史以來第二高齡的參議員。